# Марубију
Марубију (итал. Marrubiu) је насеље у Италији у округу Ористано, региону Сардинија.
Према процени из 2011. у насељу је живело 4113 становника. Насеље се налази на надморској висини од 10 м.

## Становништво
Према резултатима пописа становништва 2011. у општини је живело 4.921 становника.
| 1936. | 1951. | 1961. | 1971. | 1981. | 1991. | 2001. | 2011. |
| ----- | ----- | ----- | ----- | ----- | ----- | ----- | ----- |
| 2.878 | 3.289 | 3.959 | 3.878 | 4.483 | 4.953 | 4.962 | 4.921 |